# Lord of Vermilion
Lord of Vermilion (яп. ロード・オブ・ヴァーミリオン ро:до обу ва:мирион, «Повелитель Вермильона») — аркадная коллекционная карточная игра в фэнтези-антураже, разработанная в 2008 году студией Think Garage и выпущенная компанией Square Enix для аркадных автоматов Taito Type X². Выходила исключительно на территории Японии и только на японском языке.
Цель игры — уничтожить все «тёмные камни» противника и ликвидировать все вражеские единицы. Игрок создаёт и настраивает свой собственный аватар, улучшает его характеристики и накапливает предметы экипировки, одновременно с этим принимая участие в сражениях с другим игроком напрямую или по сети, либо проходит однопользовательский сюжетный режим. На поле боя под контролем игрока одновременно могут находиться до четырёх объектов, после смерти какой-либо боевой единицы она перемещается в неактивную зону и вновь становится доступной только через определённый промежуток времени.
История описывает путь легендарного воина, который, обладая одним из семи «камней Арканы», отправляется в путешествие, чтобы разыскать остальные шесть, находящиеся в руках представителей шести рас из шести разных миров. Если все камни будут собраны воедино, в мире воцарятся гармония и процветание. Примечательной особенностью дизайна является то обстоятельство, что концептуальные изображения для карт создавались множеством приглашённых художников, в числе которых такие известные авторы как Сиро Амано, Ёситака Амано, Тосиюки Итахана, Рёма Ито, Ацуси Окудо, Хироаки Самура, Дзюн Суэми, Юсукэ Наора, Тэцуя Номура, Акихико Ёсида и многие другие.
По состоянию на 7 ноября 2008 года игра принесла в бюджет Square Enix 4 млрд иен. Во второй половине 2009 года появилось прямое продолжение под названием Lord of Vermilion II, где, кроме всего прочего, присутствуют карты с персонажами из таких ролевых игр как Final Fantasy IV, Romancing SaGa 2, Magic: The Gathering и Final Fantasy XI.